# West Goshen (Kalifornija)
West Goshen je naseljeno područje za statističke svrhe u američkoj saveznoj državi Kalifornija. Prema popisu stanovništva iz 2010. u njemu je živjelo 511 stanovnika.